# Oberwambach
Oberwambach é um município localizada no distrito de Altenkirchen, na associação municipal de Verbandsgemeinde Altenkirchen, no estado da Renânia-Palatinado.

## População
| - 1815 – 199 - 1835 – 275 - 1871 – 326 - 1905 – 336 - 1939 – 370 - 1950 – 391 | - 1961 – 414 - 1965 – 409 - 1970 – 442 - 1975 – 465 - 1980 – 452 - 1985 – 410 | - 1987 – 370 - 1990 – 410 - 1995 – 411 - 2000 – 418 - 2005 – 417 |